# Zaragoza (Costa Rica)
Zaragoza es el segundo distrito del cantón de Palmares, en la provincia de Alajuela, de Costa Rica.

## Historia
Inicialmente Zaragoza perteneció a Esquipulas, pero en 1880 se separó con el nombre de Concepción.  La inauguración del templo aconteció el 3 de febrero de 1923.

## Ubicación
Se localiza a un kilómetro y medio de Palmares centro, al sur del cantón y sus límites son, al norte con Palmares, al sur con Santiago y Candelaria, al este con el cantón de San Ramón y al oeste con el cantón de Naranjo y Esquipulas.

## Geografía
Zaragoza cuenta con un área de 8,43 km² y una altitud media de 1010 m s. n. m.
Es el más grande de los siete que conforman el cantón. El poblado más grande e importante del distrito es el Rincón, localizado en la parte este del territorio y conformando más del 50% de su extensión total. 
Los territorios del distrito se encuentran urbanizados cerca de la ciudad, pero gran parte se encuentra con sembradíos de cultivos locales como el café, maíz y otros. En las zonas más alejadas se puede apreciar pequeños remanentes de bosque secundario.

## Demografía
Para el año 2022, Zaragoza cuenta con una población estimada de 10 453 habitantes, y para el último censo efectuado, en 2011, Zaragoza contaba con una población de 8219 habitantes.
Entre sus primeros pobladores destacaron: Pedro Vargas, Mercedes Campos, Leandro Vásquez, Cruz Rojas, Raimundo Rojas, Pedro Bolaños, Frutoso Rojas, Santos Sancho, Fulgencio Rojas y Calixto Pacheco.

## Localidades
- Poblados: Cocaleca (parte), Quebrada, Rincón (Quebrada), Rincón de Zaragoza, Vargas, Vásquez.

## Cultura

### Arquitectura
Existen y están en uso en este distrito varias casas de estilo victoriano construidas en los primeros años del Siglo XX, las mismas tienen un alto valor arquitectónico.

### Instituciones
- Iglesia de Zaragoza (fundada en 1923).
- Biblioteca Pública del Rincón (única biblioteca del Circuito Nacional de Bibliotecas localizada en un distrito).
- Iglesia del Rincón.
- Colegio Ricardo Moreno Cañas

## Transporte

### Carreteras
Al distrito lo atraviesan las siguientes rutas nacionales de carretera:
- Ruta nacional 135
- Ruta nacional 713
- Ruta nacional 714
- Ruta nacional 715